# Археологічний музей (Спліт)
Археологічний музей (хорв. Arheološki muzej u Splitu) — археологічний музей у м. Спліті, Хорватія. Розташовується на вулиці Зрінсько-Франкопанській.
Заснований у 1820 році; один із найстаріших музеїв Хорватії. У фондах музею нараховується понад 150 000 предметів.

## Історія
Археологічний музей у Спліті було засновано у 1820 році наказом уряду Королівства Далмації у Задарі. Поштовхом до створення музею став візит австрійського імператора Франца І, який був у захваті від кількості античного матеріалу, що знаходився у Спліті на просторах палацу Діоклетіана та його околицях, зокрема у Соліні (Салона).
Перший археологічний музей був побудований у 1821 році біля східної стіни палацу Діоклетіана і являв собою невелику подовжену будівлю у стилі класицизму. Систематичне дослідження сплітських околиць, і, передусім, розкопки на ділянках античної Салони і її більш широкій території, а також інші численні античні, давньохристиянські і ранньосередньовічні місцерозташування археологічних розкопок, принесли велику кількість знахідок, викликавши необхідність у будівництві нового, просторого і сучасного музею.
Напередодні Першої світової війни, у 1912–1914 роках, за проектом австрійських архітекторів Фрідріха Огманна (1858–1927) і Августа Кірхстайна (1856–1939) була зведена нова будівля музею і крита галерея із експозицією кам'яних пам'ятників. Однак, остаточно оснащений і наповнений, музей було офіційно відкрито у 1920 році з нагоди 100-річниці з дня свого заснування. Велика заслуга, не тільки у важливих знахідках і розвитку археологічної науки, але і в оформлені нової будівлі, належить хорватському археологу Фране Буличу (1846–1934), який багато років був директором музею (з 1894 по 1926 роки).

## Колекція

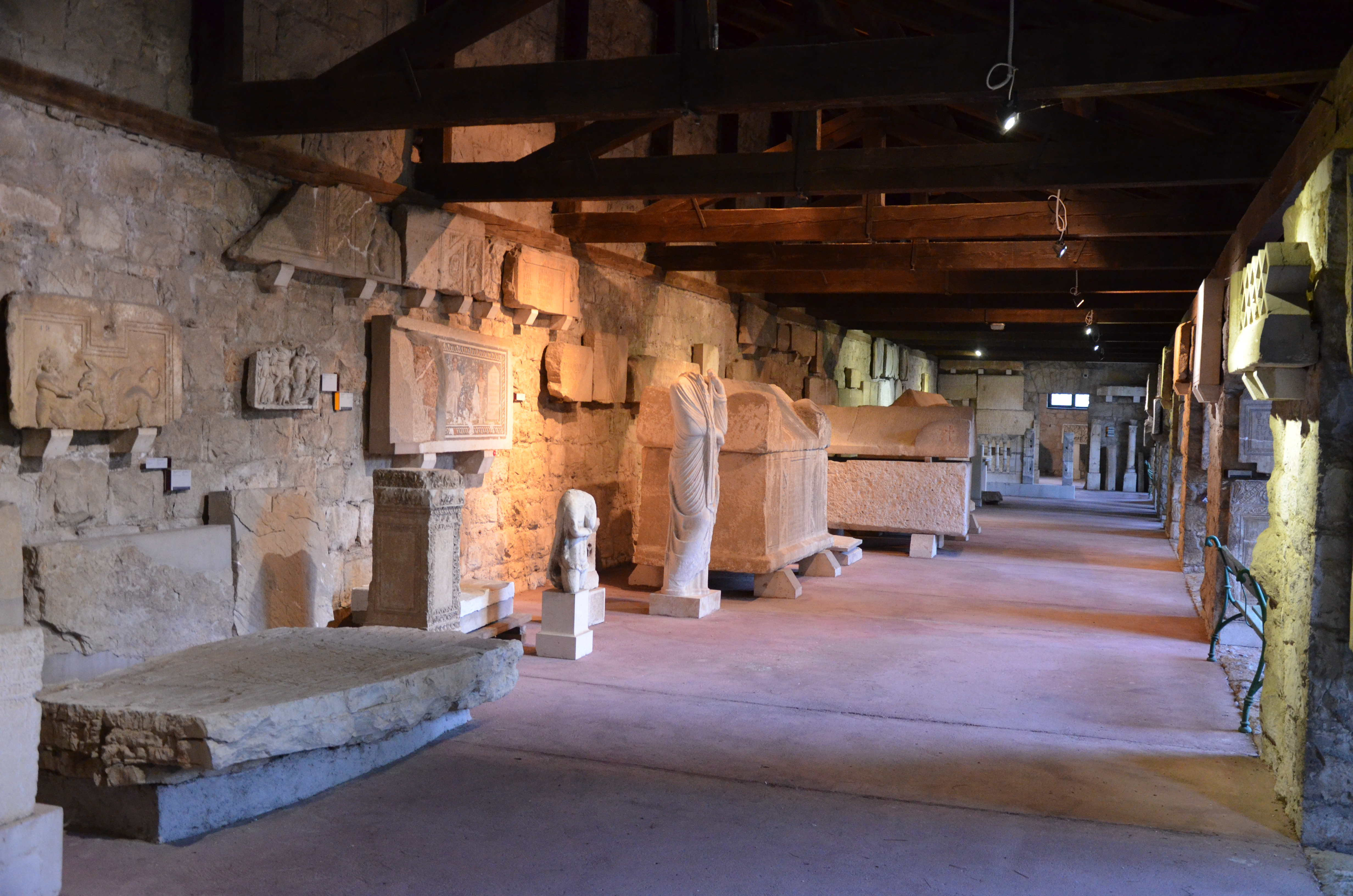
Римська колекція

Музей володіє великою кількістю експонатів, що розмістилися на загальній площі у 2 500 м². У фондах нараховується близько 150 000 предметів, деякі з них мають всесвітнє значення. Особливу цінність мають численні саркофаги із фігуральними мотивами. Серед ранньохристиянських знахідок особливо виділяються саркофаг із зображенням Іпполіта і Федри (III ст.) та саркофаг Доброго пастира (310/315), а також рельєфні зображення переходу євреїв через Червоне море, що датується IV століттям.
У колекції кам'яних пам'ятників зберігаються численні важливі епіграфічні написи і декілька уцілівших та реконструйованих салонітанських мозаїк. Також музеї володіє великою збіркою античної пластики, скла, прикрас і монет. Окрім цього, музею має великую бібліотеку.
Серед колекцій музею:
- Доісторична колекція. Нараховує понад 10 000 предметів.
- Греко-елліністична колекція
- Римсько-провінційна колекція
- Колекція пізньої античності
- Середньовічна колекція
- Нумізматична колекція. Нараховує бл. 70 000 монет.
- Епіграфічна колекція. Налічує бл. 6 000 написів.
- Колекція підводної археології.

## Загальна інформація
Адреса: вул. Зрінсько-Франкопанська, 25, 21000 Спліт
Режим роботи:
- 1 липня—30 вересня
  - понеділок—субота: 9:00—14:00, 16:00—20:00, у неділю — зачинений.
- 1 листопада—31 травня:
  - понеділок—п'ятниця: 9:00—14:00, 16:00—20:00, субота: 9:00 — 14:00, у неділю — зачинений.

Вартість відвідування (2015 рік):
- для дорослих — 30 kn
- для дітей, школярів, студентів, пенсіонерів, людей з обмеженими можливостями — 15 kn.

## Галерея

Галерея експонатів
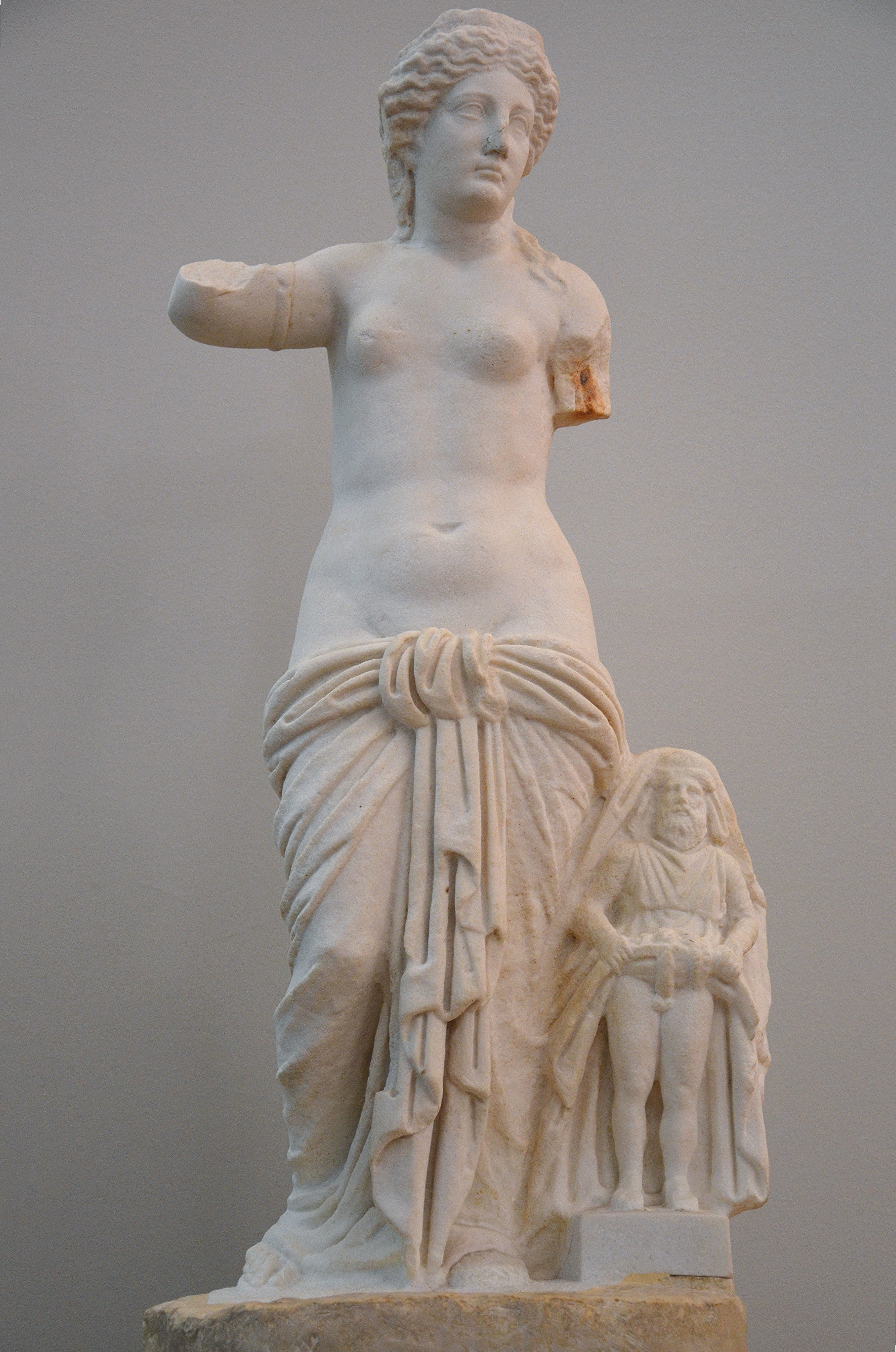
Статуя Венери Ансотіка із Пріапом, 2-а пол. I ст.
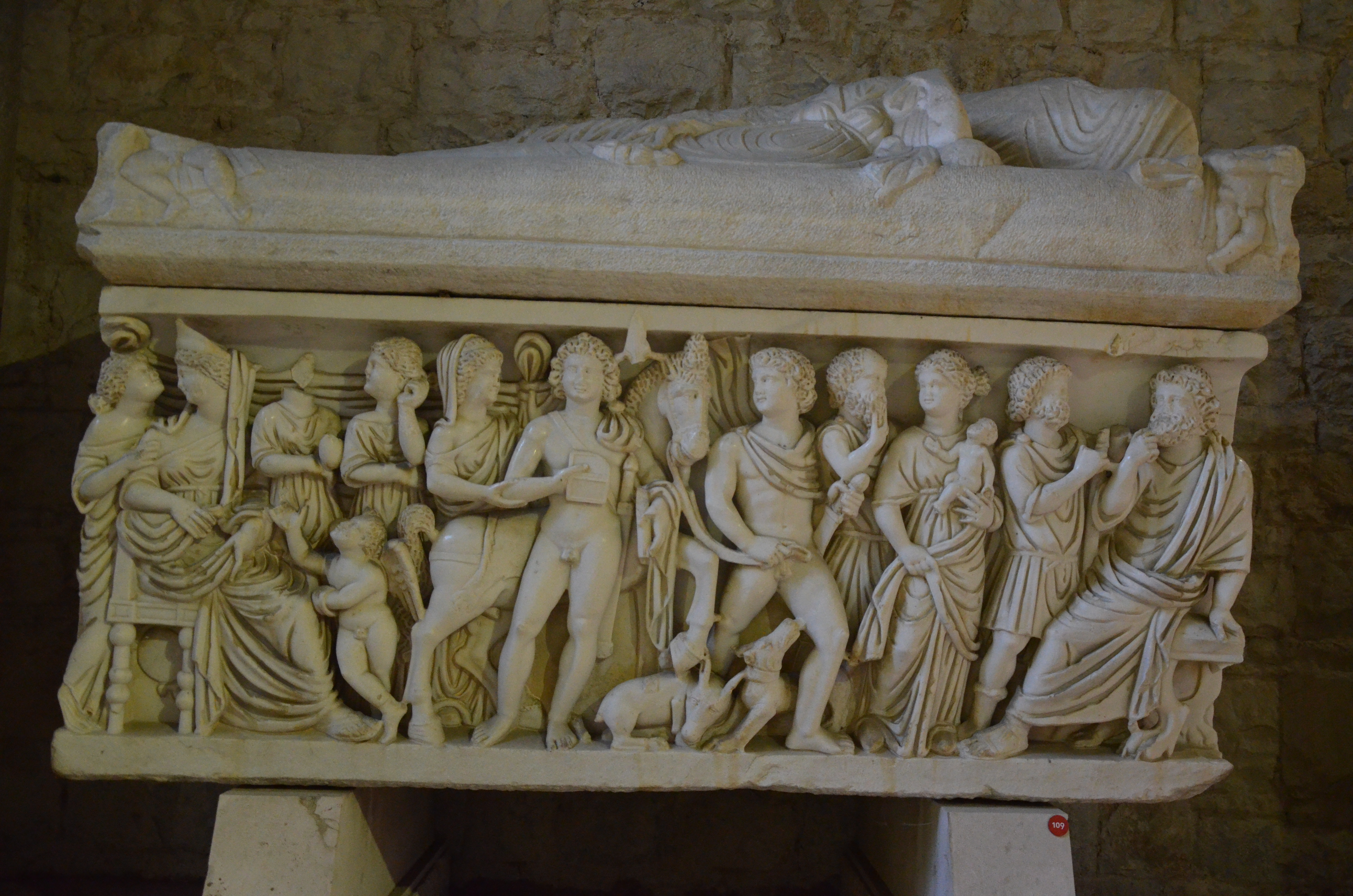
Саркофаг Іпполіта і Федри, III ст., Салона
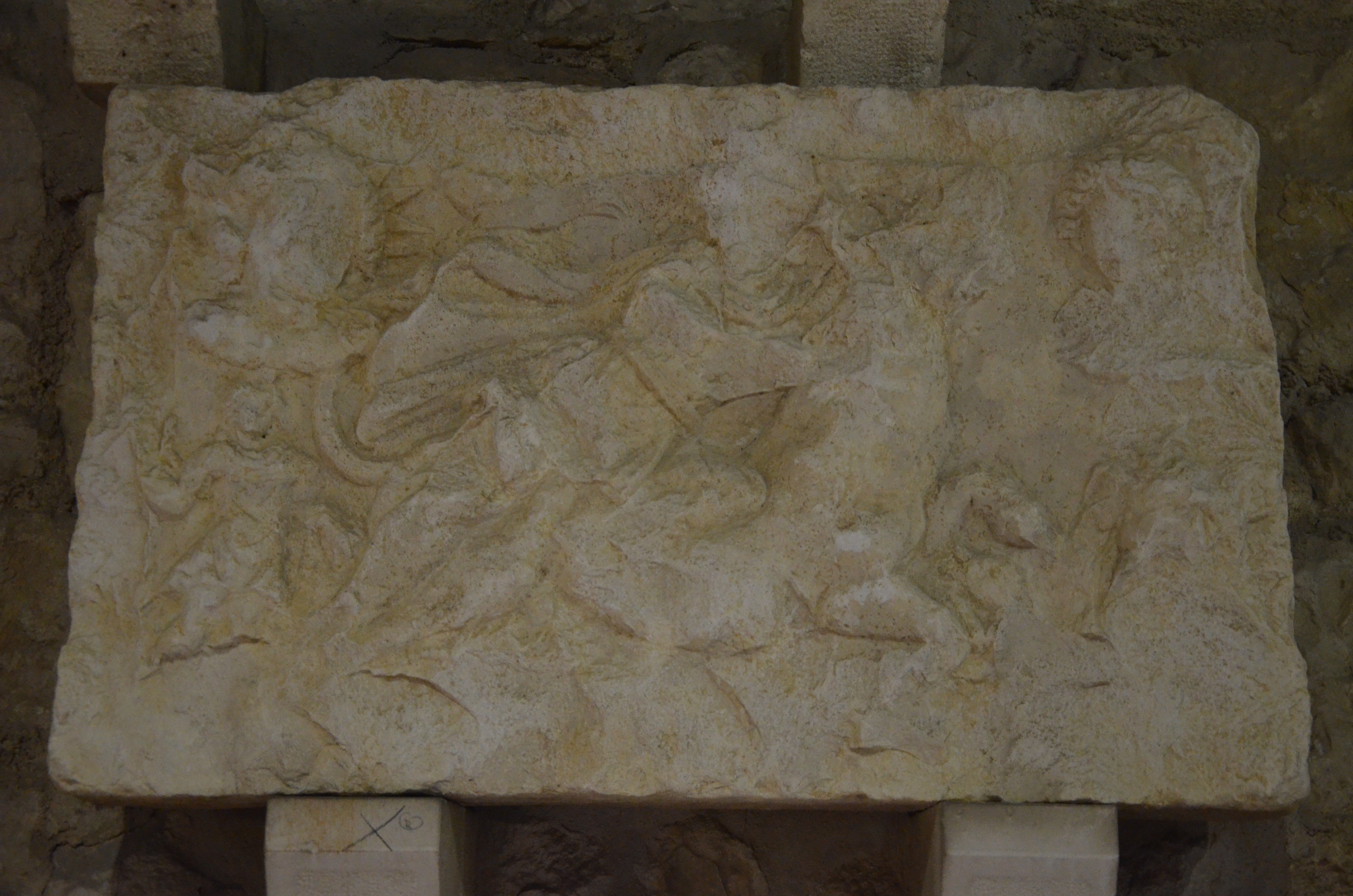
Рельєф Мітри, ІІІ—IV ст., Салона
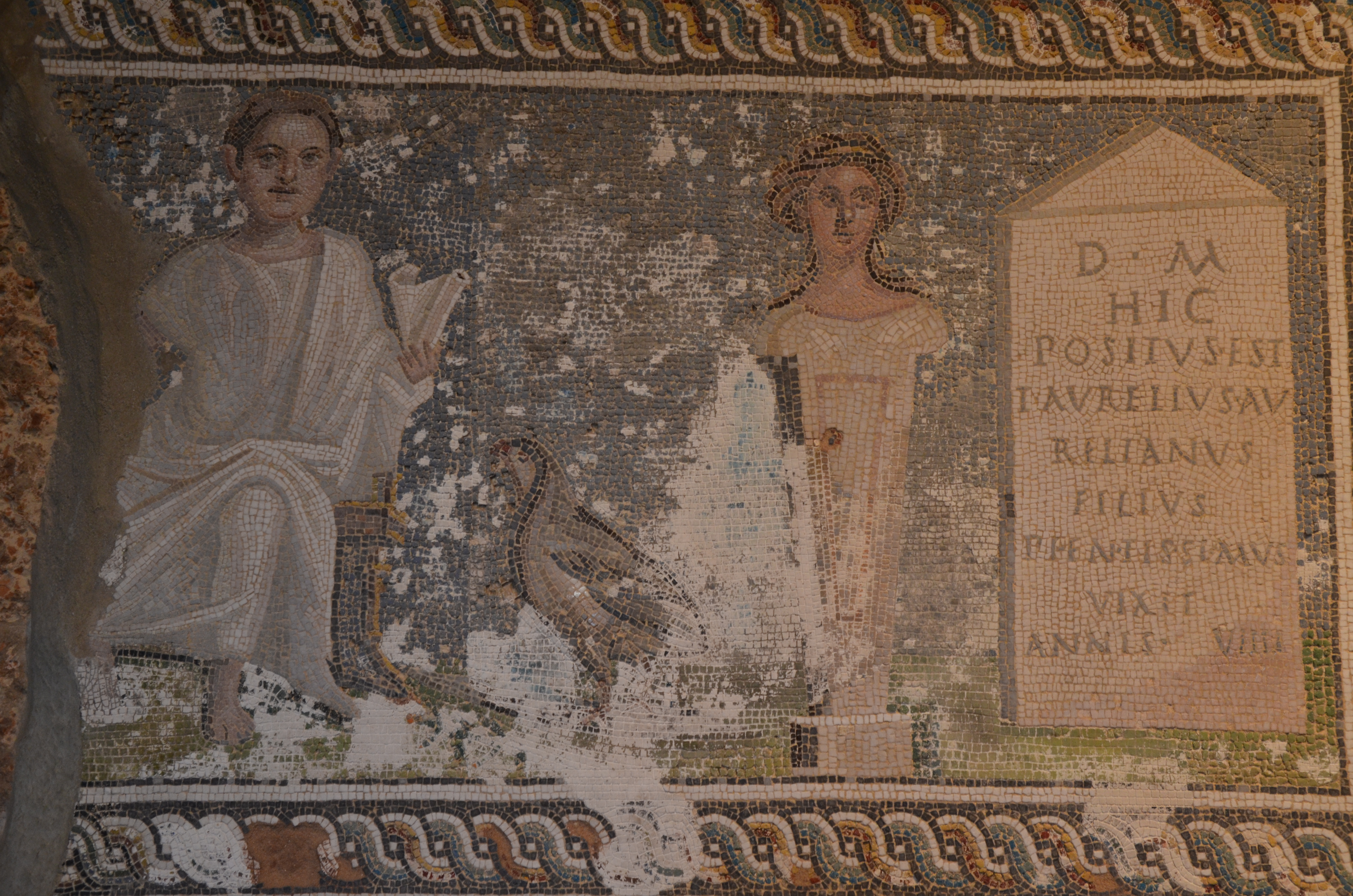
Надгробна мозаїка, III ст., Салона
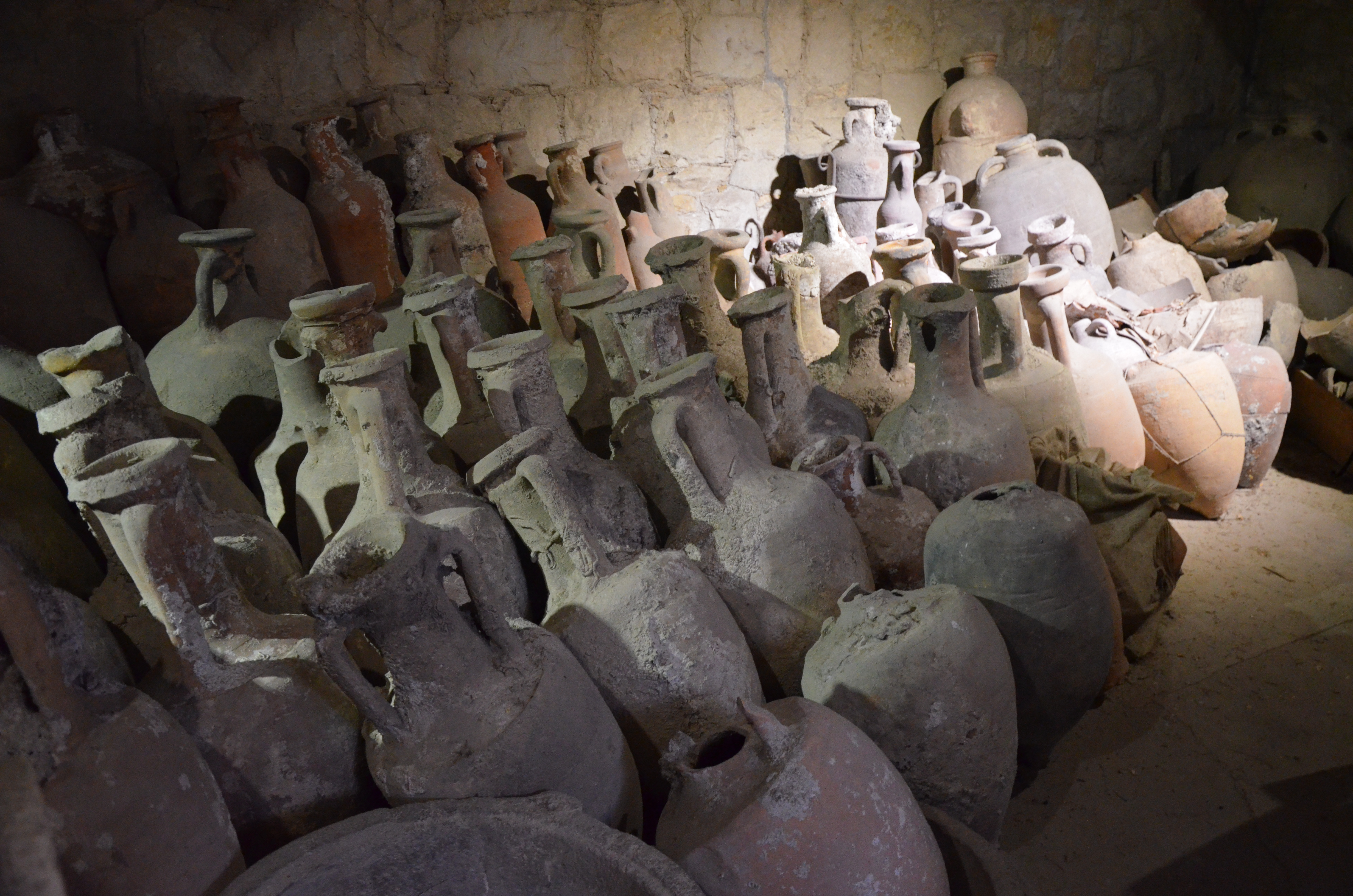
Колекція підводної археології